# Santiago Mele
Santiago Mele, vollständiger Name Santiago Andrés Mele Castanero, (* 6. September 1997 in Montevideo) ist ein uruguayischer Fußballspieler.

## Karriere

### Verein
Der 1,82 Meter große Torhüter Mele spielte seit 2011 für die Nachwuchsmannschaften von Centro Atlético Fénix. Er gehörte spätestens seit der Clausura 2014 zum Kader des Erstligateams und stand dort im April jenes Jahres erstmals im Spieltagsaufgebot, ohne allerdings eingesetzt zu werden. Bei den Montevideanern debütierte Mele schließlich am 30. August 2016 in der Primera División, als er von Trainer Rosario Martínez am 1. Spieltag der Spielzeit 2016 bei der 0:1-Heimniederlage gegen den Club Atlético Cerro in die Startelf beordert wurde. Während der Saison 2016 kam er sechsmal (kein Tor) in der Liga zum Einsatz.
Im September 2017 wechselte Mele in die türkische Süper Lig zu Osmanlıspor FK und wurde nur einen Tag nach seinem Wechsel an den Zweitligisten MKE Ankaragücü verliehen. In einem halben Jahr kam er jedoch zu keinem Ligaeinsatz bei Ankaragücü, sodass er im 26. Januar 2018 an den spanischen Drittligisten UE Lleida ausgeliehen wurde. Seit Oktober 2020 spielt er wieder in seiner Heimat für Erstligist Plaza Colonia.

### Nationalmannschaft
Mele absolvierte 2015 vier Länderspiele für die U-18-Auswahl Uruguays. In den folgenden beiden Jahren spielte er dann 22 Mal für die uruguayischen U-20-Nationalmannschaft und nahm dabei 2017 an der Südamerikameisterschaft sowie der Weltmeisterschaft teil.